# Võnnu
Võnnu est un bourg de la commune de Võnnu du comté de Tartu en Estonie .
Au 31 décembre 2011, il compte 552 habitants.